# Ungerhausen
Ungerhausen – miejscowość i gmina w Niemczech, w kraju związkowym Bawaria, w rejencji Szwabia, w regionie Donau-Iller, w powiecie Unterallgäu, wchodzi w skład wspólnoty administracyjnej Memmingerberg. Leży w Allgäu, około 21 km na południowy zachód od Mindelheimu.

## Demografia
| Rok  | Liczba mieszk. |
| ---- | -------------- |
| 1970 | 724            |
| 1987 | 954            |
| 2000 | 1 032          |
| 2005 | 1 062          |

## Polityka
Wójtem gminy jest Josef Fickler, rada gminy składa się z 12 osób.
|      | FW | Freie Wählergemeinschaft | Razem |
| 2008 | 6  | 6                        | 12    |
| 2002 | 12 | -                        | 12    |

## Oświata
W gminie znajduje się przedszkole (43 dzieci).